# Star Wars: The High Republic
Star Wars: The High Republic (Star Wars: La Alta República, en español) es un proyecto multimedia que consta de varias historias de la franquicia Star Wars ambientadas durante la era de la "Alta República", que abarca de 350 a 50 años antes de la Saga Skywalker y está ambientada cientos de años después de la caída de la "Antigua República". El evento inicial de la subfranquicia es "El Gran Desastre" que involucra a los "vikingos espaciales" antagónicos conocidos como Nihil y la posterior intervención de los Jedi.
La serie se divide en tres fases.  El primero, Light of the Jedi, se desarrolló desde enero de 2021 hasta febrero de 2022. La segunda fase, Quest of the Jedi, comenzó en octubre de 2022.  La tercera fase, Trials of the Jedi, comenzará en noviembre de 2023 con el lanzamiento de la novela de George Mann The Eye of Darkness. 

## Premisa
La era de la Alta República fue una edad de oro tanto para la República Galáctica como para la Orden Jedi, quienes estaban en la cima de su poder. Es importante destacar que era una época de paz para la República donde la misma se estaba expandiendo a áreas del Borde Exterior nunca antes alcanzadas. La Orden Jedi funcionó como una entidad distinta separada de la República, siendo más diversa y transparente; sus usuarios vestía túnicas doradas y empuñaban la Fuerza en mucho mayor medida. Los Jedi se instalaron principalmente en Coruscant, pero varios Templos Jedi estaban dispersos por toda la galaxia en todos los planetas importantes de la República. 

## Historia
El "Proyecto Luminoso" (Project Luminous, en idioma original) se inició en septiembre de 2018 con invitaciones a autores de Star Wars, incluidos Claudia Gray, Justina Ireland, Daniel José Older, Cavan Scott y Charles Soule, al Rancho Skywalker, y Lucasfilm les ofreció una "pizarra en blanco" para determinar el proyecto.  Lucasfilm había adelantado detalles del proyecto en abril de 2019, lo que provocó una intensa especulación de los fanáticos. 
El 24 de febrero de 2020, Lucasfilm anuncio una nueva serie de cómics y novelas llamada Star Wars: The High Republic, destinada a ser un proyecto multimedia exclusivo para editores, sin relación con ninguna película en desarrollo. Se lanzó un avance que muestra los eventos que tuvieron lugar dos siglos antes de los eventos de Star Wars: Episodio I – La Amenaza Fantasma. En ella se muestra a los Jedi en el apogeo de su poder y el ascenso de los Nihil.
Originalmente, se pretendía que la serie debutara con la novela Light of the Jedi en agosto de 2020, unos días antes la Star Wars Celebration 2020, pero se retrasó debido a la pandemia de COVID-19 hasta enero de 2021.  El primer capítulo de la novela fue lanzado en junio de 2020 a través de IGN.  En noviembre de 2020 se publicó el segundo capítulo de la novela en StarWars.com, seguido de los seis siguientes a través del sitio web de Penguin Random House.   En diciembre de 2020, Disney lanzó una muestra digital gratuita de los primeros capítulos de la primera fase de los libros y cómics de High Republic, que revela los personajes principales de cada serie. 
En el Disney Investor Day 2020, se reveló que la serie The Acolyte de Leslye Headland para Disney+ tendría lugar durante la era final de la Alta República.  Poco después, Tencent comenzó a publicar Star Wars: The Vow of Silver Dawn, un libro electrónico creado específicamente para el público chino en colaboración con Lucasfilm. The Vow of Silver Dawn también tiene lugar cerca del final de la era de la Alta República, que se dice que es aproximadamente 50 años antes de La Amenaza Fantasma . Lucasfilm ha declarado que actualmente no tienen planes para una traducción y lanzamiento al inglés. 
El 4 de enero de 2021, un día antes del lanzamiento de las primeras novelas, Lucasfilm organizó un evento de lanzamiento donde brindó más información sobre las obras lanzadas tras la primera tanda de novelas y cómics. Esto incluía el hecho de que Star Wars Insider tendría historias cortas mensuales como parte de la iniciativa editorial, escritas por Scott e Ireland, varios libros recientemente anunciados que se lanzarían en el verano de 2021 y que la primera fase de The High Republic duraría hasta 2022. La segunda fase recibió el nombre de Quest of the Jedi, y la tercera, Trials of the Jedi. 

## Obras

### Fase I:Luz de los Jedi

#### Cuentos cortos
- "Go Together" (15 de diciembre de 2020 – 10 de febrero de 2021), una historia de dos partes escrita por Charles Soule y publicada en Star Wars Insider #199 y #200 de Titan Magazines. La primera parte actúa como prólogo de la novela de Soule La luz del Jedi, y la segunda parte como epílogo. [18] [19] [20] [16] [17] [21]
- "First Duty" (17 de marzo de 2021 - 27 de abril de 2021), una historia de dos partes escrita por Cavan Scott y publicada en Star Wars Insider #201 y #202. La historia presenta al personaje Velko, el encargado de primeros auxilios del jefe del Faro Starlight, destinado a actuar como una vista de la Alta República fuera de los Jedi. [16] [17] [22] [23]
- "Hidden Danger" (8 de junio de 2021 – 10 de agosto de 2021), una historia de dos partes escrita por Justina Ireland y publicada en Star Wars Insider #203 y #204. La historia presenta la reunión de la Alianza Agraria y Agrícola en el Faro Starlight antes de la próxima Feria de la República, antes de ser atacada por los Drengir. [24] [25]
- "Past Mistakes" (21 de septiembre de 2021 – 2 de noviembre de 2021), una historia de dos partes escrita por Cavan Scott y publicada en Star Wars Insider #205 y #206.
- "Shadows Remain" (14 de diciembre de 2021 – 25 de enero de 2022), una historia de dos partes escrita por Justina Ireland y publicada en Star Wars Insider #207 y #208.

##### Novelas
- Light of the Jedi (5 de enero de 2021) de Charles Soule, publicado por Del Rey. [8] [9] La novela presenta el Gran Desastre, el incidente que provocó el evento, cuando una nave fue destruida mientras estaba en el hiperespacio, lo que resultó en pedazos que amenazaban con destruir un sistema completo. [26]
- The Rising Storm (29 de junio de 2021) de Cavan Scott, publicado por Del Rey. [27] [28] La novela presenta la Feria de la República, una reunión para celebrar las grandes cosas y los nuevos inventos de la República, e involucra al Jedi Stellan Gios y a un cazador de monstruos llamado Ty Yorrick.
- The Fallen Star (4 de enero de 2022) de Claudia Gray, publicado por Del Rey. [29] En este libro, los Nihil asestan un costoso golpe tanto a Los Jedi como a La República al ejecutar un plan para sabotear el propio Faro Starlight.

##### Novelas para adultos jóvenes
- Into the Dark (2 de febrero de 2021) de Claudia Gray, publicado por Disney–Lucasfilm Press. [8] [9] La novela presenta al padawan Reath Silas, cuya nave queda fuera del hiperespacio, lo que lo obliga a él y a varios otros Jedi a refugiarse en una estación espacial abandonada invadida por vida vegetal. [30]
- Out of the Shadows (27 de julio de 2021) de Justina Ireland, publicado por Disney–Lucasfilm Press. Continúa la historia de Vernestra Rwoh de A Test of Courage y Reath Silas de Into the Dark. [16] [31]
- Midnight Horizon (1 de febrero de 2022) de Daniel José Older, publicado por Disney–Lucasfilm Press. [29] [32]

##### Novelas de grado medio
- A Test of Courage (5 de enero de 2021) de Justina Ireland, publicado por Disney–Lucasfilm Press. [8] [9] La novela muestra a los jóvenes Jedi Vernestra Rwoh e Imri Cantaros, así como a varios niños, a bordo de un barco bombardeado por los Nihil, obligándolos a sobrevivir en una luna selvática hostil. [33]
- Race to Crashpoint Tower (29 de junio de 2021) de Daniel José Older, publicado por Disney–Lucasfilm Press. Tiene lugar al mismo tiempo que The Rising Storm y presenta a los padawan Ram Jomaram, un talentoso mecánico de un pequeño planeta que vislumbra por primera vez la galaxia más grande a través de la Feria de la República, y Lula Talisola de The High Republic Adventures. [16] [17] [34]
- Mission to Disaster (2022) de Justina Ireland, publicado por Disney – Lucasfilm Press. [29]

##### Libros para jóvenes lectores.
- The Great Jedi Rescue (5 de enero de 2021) de Cavan Scott, publicado por Disney–Lucasfilm Press. Sirve como una adaptación para lectores jóvenes de Light of the Jedi de Charles Soule. [35] [36]
- Showdown at the Fair (5 de octubre de 2021) de George Mann, publicado por Disney – Lucasfilm Press. [37] Sirve como una adaptación para lectores jóvenes de The Rising Storm de Cavan Scott. [24]

#### Historietas
- Star Wars: The High Republic, un cómic en curso de Cavan Scott con arte de Ario Anindito, publicado por Marvel Comics. [7] La serie se estrenó el 6 de enero de 2021, comenzando con el arco de cinco números "There is No Fear", que tiene lugar directamente después de la novela Light of the Jedi y presenta al joven padawan Keeve Trennis. [38] [39] Un segundo arco argumental comenzó con el sexto número de la serie el 2 de junio de 2021. [24]
- Star Wars: The High Republic Adventures, un cómic en curso de Daniel José Older con arte de Harvey Tolibao, publicado por IDW Comics. Presenta al personaje Yoda, en un año sabático del Consejo Jedi, asesorando a un grupo de jóvenes padawans. El primer arco comenzó el 3 de febrero de 2021 y tuvo cinco números, y el segundo comenzó con el sexto número el 7 de julio de 2021. [24]
- The Edge of Balance, un manga original de Justina Ireland y Shima Shinya con arte de Mizuki Sakakibara, publicado por Viz Media . Se centra en los Jedi apostados en planetas más pequeños, enfatizando su papel como protectores de la gente, y presenta a los Jedi Lily Tora-Asi y Arkoff, así como a Stellan Gios, quien aparece en varias historias del evento, luchando contra los atacantes Drengir. El primer volumen se publicó el 7 de septiembre de 2021. [16] [17] [40] [41]
- Star Wars: The High Republic Adventures – The Monster of Temple Peak, una serie de cómics de cuatro números de Cavan Scott con arte de Rachel Stott, publicada por IDW. La serie amplía a Ty Yorrick, un personaje presentado en The Rising Storm y debutó en agosto de 2021. The Monster of Temple Peak se anunció originalmente como una novela gráfica, antes de ser reformateada como una serie limitada. [16] [17] [42]
- Trail of Shadows, una miniserie de cómics de Daniel José Older con arte de David Wachter, publicada por Marvel Comics. La serie sigue los eventos de The Rising Storm y presenta al Jedi Emerick Caphtor en una misión de la Orden Jedi y a la detective privada Sian Holt en una misión de la canciller Lina Soh, ambos investigando "eventos impactantes en la Feria de la República". [43]

#### Libros de referencia
- The Art of Star Wars: The High Republic (Phase One) (18 de octubre de 2022) por Kristin Baver, publicado por Abrams Books.
- Star Wars: The High Republic: An Illustrated Archive (29 de noviembre de 2022) de Cole Horton, publicado por Insight Editions.

#### Audio
- Tempest Runner (31 de agosto de 2021), un drama de audio de Cavan Scott, publicado por Penguin Random House Audio. La historia se centra en el personaje de Lourna Dee de Light of the Jedi, una de las tres "Tempest Runners" que ocupan la segunda posición más alta de poder en el Nihil. [24]

#### Serie web
- Characters of Star Wars: The High Republic, una serie de cortos animados que cuenta las historias de los héroes y villanos de The High Republic. El primer corto, que destaca al personaje de A Test of Courage, Vernestra Rwoh, se lanzó el 19 de enero de 2021 en el canal y sitio web oficial de Star Wars en YouTube. [44]
- Star Wars: The High Republic Show, una serie web detrás de escena presentada por Krystina Arielle en el canal y sitio web oficial de Star Wars en YouTube. La serie se publica cada dos meses y presenta a invitados de la iniciativa discutiendo las obras y lo que se necesitó para realizarlas. El primer episodio se estrenó el 27 de enero de 2021. [16] [17]

### Fase II: Búsqueda de los Jedi

##### Novelas
- Convergence (22 de noviembre de 2022) de Zoraida Córdova, publicado por Del Rey. [45]
- Cataclysm (4 de abril de 2023) de Lydia Kang, publicado por Del Rey.

##### Novelas para adultos jóvenes
- Path of Deceit (4 de octubre de 2022) de Tessa Gratton y Justina Ireland, publicado por Disney – Lucasfilm Press. [46]
- Path of Vengeance (2 de mayo de 2023) de Cavan Scott, publicado por Disney–Lucasfilm Press.

En la New York Comic Con 2022 se anunció que nueve autores únicos producirían una antología juvenil de High Republic. La novela incluirá a todos los autores anteriores de la Alta República. 

##### Novelas de grado medio
- Quest for the Hidden City (1 de noviembre de 2022) de George Mann, publicado por Disney – Lucasfilm Press. [48]
- Quest for Planet X (4 de abril de 2023) de Tessa Gratton, publicado por Disney – Lucasfilm Press.

#### Historietas
- Star Wars: The High Republic, un cómic en curso de Cavan Scott con arte de Ario Anindito, publicado por Marvel Comics. Se estrenó en octubre de 2022.
- The Blade, un cómic de Charles Soule con arte de Marco Castiello, publicado por Marvel Comics. Se estrenó en noviembre de 2022.

#### Audio
- The Battle of Jedha (14 de febrero de 2023), un drama en audio de George Mann, publicado por Penguin Random House Audio.

### Fase III:Pruebas de los Jedi

#### Novelas
- The Eye of Darkness (14 de noviembre de 2023) de George Mann, publicado por Random House Worlds.
- Temptation of the Force (verano de 2024) de Tessa Gratton, publicado por Random House Worlds.
- Trials of the Jedi (primavera de 2025) de Charles Soule, publicado por Random House Worlds.

- Escape from Valo (30 de enero de 2024) de Daniel José Older y Alyssa Wong, publicado por Disney–Lucasfilm Press.
- Beware the Nameless (verano de 2024) de Zoraida Córdova, publicado por Disney–Lucasfilm Press.
- A Valiant Vow (primavera de 2025) de Justina Ireland, publicado por Disney–Lucasfilm Press.

#### Novelas de grado medio
- Escape from Valo (30 de enero de 2024) de Daniel José Older y Alyssa Wong, publicado por Disney–Lucasfilm Press.
- Beware the Nameless (verano de 2024) de Zoraida Córdova, publicado por Disney–Lucasfilm Press.
- A Valiant Vow (primavera de 2025) de Justina Ireland, publicado por Disney–Lucasfilm Press.

### Obras relacionadas
- Temple of Darkness, una expansión para el juego de realidad virtual Star Wars: Tales from the Galaxy's Edge que tiene lugar durante la Alta República, desarrollado por ILMxLab. El juego presenta al padawan Jedi Ady Sun'Zee, el único superviviente de un encuentro con una reliquia maligna en Batuu, que trabaja con Yoda para enfrentarla. [49]
- Star Wars: The Vow of Silver Dawn, un libro electrónico en chino escrito por un autor con el seudónimo "Su Majestad el Rey" (His Majesty the King). The Vow of Silver Dawn se creó en colaboración entre Lucasfilm y Tencent en un esfuerzo por crear interés en Star Wars entre la audiencia china, y se lanzó capítulo por capítulo. El libro electrónico tiene lugar cerca del final de la era de la Alta República, 50 años antes de La amenaza fantasma, y presenta a un joven Jedi llamado Sean con un pasado secreto, que patrulla el Borde Exterior. Lucasfilm ha declarado que no hay planes para una traducción y lanzamiento al inglés. [15]
- Star Wars: Young Jedi Adventures, una serie animada para Disney+ y Disney Junior que sigue a un grupo de jóvenes mientras aprenden a convertirse en Caballeros Jedi durante la era de la Alta República. Es la primera serie animada de larga duración de Star Wars dirigida a un público joven. [50] [51]
- Star Wars: The Acolyte, una próxima serie original de Disney+ escrita por Leslye Headland, quien también actúa como showrunner. En abril de 2020, Variety informó que se estaba desarrollando una serie de televisión en streaming de Star Wars de acción en vivo centrada en mujeres para Disney+ con la cocreadora de Russian Doll, Leslye Headland, como escritora y showrunner. [52] A principios de noviembre, Headland explicó que la serie se desarrollaría "en un bolsillo del universo y en un bolsillo de la línea de tiempo del que no sabemos mucho", y explicó que estaba más comprometida creativamente con la geografía del universo de Star Wars que sus imágenes existentes. [53] El 5 de noviembre, Deadline informó que se esperaba que la serie fuera un "thriller de acción con elementos de artes marciales". [54] En el Disney Investor Day 2020, se reveló que la serie es un "thriller de misterio" que presenta "poderes emergentes del lado oscuro en los últimos días de la era de la Alta República". [14]
- El videojuego Star Wars Eclipse, revelado en diciembre de 2021, estará ambientado en la era de la Alta República. Está en desarrollo por Quantic Dream. [55]

## Recepción
En la primera semana de su lanzamiento, la novela debut del evento, Light of the Jedi, fue la novela número 2 más vendida en Amazon, y la número 1 en la lista de ficción de tapa dura más vendida del New York Times, permaneciendo en la lista durante cuatro semanas.   A Test of Courage, que se publicó el mismo día, debutó en el puesto número 2 en la lista del New York Times de libros de tapa dura para niños de grado medio y permaneció en la lista durante dos semanas.   La tercera novela, Into the Dark, obtuvo un éxito similar al debutar en el puesto número 1 de la lista de novelas de tapa dura para adultos jóvenes. 
Los dos primeros números de la serie de cómics The High Republic de Marvel fueron los cómics digitales más vendidos en Comixology durante la semana de su lanzamiento.   El primer número vendió más de 200.000 pedidos anticipados físicos a tiendas de cómics, lo que llevó a Marvel a crear una segunda impresión del número antes de su lanzamiento oficial, así como una tercera y cuarta impresión poco después.  